# رأس جدیر
رأس جدیر (به عربی: رأس جدیر) یک منطقهٔ مسکونی در لیبی است که در Tripolitania واقع شده‌است.